# Music for the Jilted Generation
Music for the Jilted Generation ist das zweite Studioalbum der englischen Big-Beat-Band The Prodigy. Es wurde am 4. Juli 1994 vom Label XL Recordings im Vereinigten Königreich und von Mute in den Vereinigten Staaten veröffentlicht. Aus dem Album wurden von Oktober 1993 bis März 1995 insgesamt vier Singles (One Love, No Good (Start the Dance), Voodoo People und Poison) ausgekoppelt. 2008 erschien eine um eine Bonus-Disc erweiterte Ausgabe des Albums unter dem Titel More Music for the Jilted Generation.

## Entstehungsgeschichte
Der Erfolg des vorherigen Albums The Prodigy Experience gab Liam Howlett die Möglichkeit  zu umfangreichen Experimenten. So wurde das Album stilistisch vielfältiger. Es enthält harte Breakbeats, Jazz- und Funk-Grooves, elektrische Gitarren und Elemente Elektronischer Tanzmusik. Im Lied „Poison“ erklang zum ersten Mal die Stimme des MCs Maxim Reality.
Das Album erreichte in den britischen Charts aus dem Stand Platz eins und wurde über eine Million Mal verkauft. Dieser Erfolg ermöglichte Auftritte auf der ganzen Welt. 1994 gewann die Band den MTV Europe Music Award in der Kategorie „Beste Dance-Künstler“.
Anfang 1998 wurde das Album von den Lesern der Zeitschrift Q auf Platz 62 der besten jemals veröffentlichten Alben gewählt.

## Bedeutung
Das Album galt als Reaktion auf die Entwicklung der Rave-Szene zur Massenkultur und als Kritik am Criminal Justice and Public Order Act aus dem Jahr 1994, ein britisches Gesetz, das Raves, die Technoszene und sogar die Musik selber kriminalisierte. Ein Bild auf der Cover-Innenseite illustriert diesen Konflikt.

## Titelliste

### Originalalbum
Das Originalalbum wurde am 4. Juli 1994 erstmals veröffentlicht.
| Nr.          | Titel                          |                               | Länge |
| ------------ | ------------------------------ | ----------------------------- | ----- |
| 1.           | Intro                          |                               | 00:45 |
| 2.           | Break & Enter                  |                               | 08:24 |
| 3.           | Their Law                      | featuring Pop Will Eat Itself | 06:40 |
| 4.           | Full Throttle                  |                               | 05:02 |
| 5.           | Voodoo People                  |                               | 06:27 |
| 6.           | Speedway (Theme From Fastlane) |                               | 08:56 |
| 7.           | The Heat (The Energy)          |                               | 04:27 |
| 8.           | Poison                         | featuring Maxim               | 06:42 |
| 9.           | No Good (Start the Dance)      |                               | 06:17 |
| 10.          | One Love (Edit)                |                               | 03:53 |
| 11.          | 3 Kilos                        | The Narcotic Suite Part One   | 07:25 |
| 12.          | Skylined                       | The Narcotic Suite Part Two   | 05:56 |
| 13.          | Claustrophobic Sting           | The Narcotic Suite Part Three | 07:13 |
| Gesamtlänge: | Gesamtlänge:                   | Gesamtlänge:                  | 78:07 |

### 2008 "More Music for the Jilted Generation" Edition
Diese Version wurde am 4. August 2008 mit einer Bonus-CD mit bisher unveröffentlichten Songs und Live-Versionen veröffentlicht.
CD 1 enthält das Originalalbum remastered ohne Bonustracks. Während die Titelliste und die Gesamtlänge die gleiche ist wie beim Originalalbum, hat diese Wiederveröffentlichung deutlich unterschiedliche Längen beim sechsten und siebten Titel des Albums:
| Nr. | Titel                          | Länge |
| --- | ------------------------------ | ----- |
| 6.  | Speedway (Theme From Fastlane) | 06:23 |
| 7.  | The Heat (The Energy)          | 07:00 |

Knapp zweieinhalb Minuten von Speedway (Theme From Fastlane) werden also in The Heat (The Energy) fortgesetzt. Dies ist die Korrektur eines Fehlers, der in der Originalversion des Albums enthalten war.
| Nr.          | Titel                                       | Länge |
| ------------ | ------------------------------------------- | ----- |
| 1.           | Voodoo People (Radio 1 Maida Vale Session)  | 04:18 |
| 2.           | Poison (Radio 1 Maida Vale Session)         | 04:42 |
| 3.           | Break & Enter (2005 Live Edit)              | 04:56 |
| 4.           | Their Law (Live at Pukkelpop)               | 05:27 |
| 5.           | No Good (Start the Dance) (Bad For You Mix) | 06:49 |
| 6.           | Scienide                                    | 05:49 |
| 7.           | Goa (The Heat The Energy, Part 2)           | 06:03 |
| 8.           | Rat Poison                                  | 05:31 |
| 9.           | Voodoo People (Dust Brothers Remix)         | 05:55 |
| Gesamtlänge: | Gesamtlänge:                                | 49:30 |

## Chart-Platzierungen
- UK Album Charts – #1
- The Billboard 200 – #198
- Heatseekers – #15